# Hấp phụ
Hấp phụ, trong hóa học là quá trình xảy ra khi một chất khí hay chất lỏng bị hút trên bề mặt một chất rắn xốp hoặc là sự gia tăng nồng độ của chất này trên bề mặt chất khác. Chất khí hay hơi được gọi là chất bị hấp phụ (adsorbate), chất rắn xốp dùng để hút khí hay hơi gọi là chất hấp phụ (adsorbent) và những khí không bị hấp phụ gọi là khí trơ. Quá trình ngược lại của hấp phụ gọi là quá trình giải hấp phụ hay nhả hấp phụ.
Trong quá trình hấp phụ có toả ra một nhiệt lượng, gọi là nhiệt hấp phụ. Bề mặt càng lớn tức độ xốp của chất hấp phụ càng cao thì nhiệt hấp phụ toả ra càng lớn.
Có 2 quá trình hấp phụ: hấp phụ vật lý và hấp phụ hóa học.
Giữa hấp phụ vật lý và hấp phụ hóa học thật ra khó phân biệt, có khi nó tiến hành song song, có khi chỉ có giai đoạn hấp phụ vật lý tuỳ thuộc tính chất của bề mặt của chất hấp phụ và chất bị hấp phụ, tuỳ thuộc vào điều kiện quá trình (nhiệt độ, áp suất...)

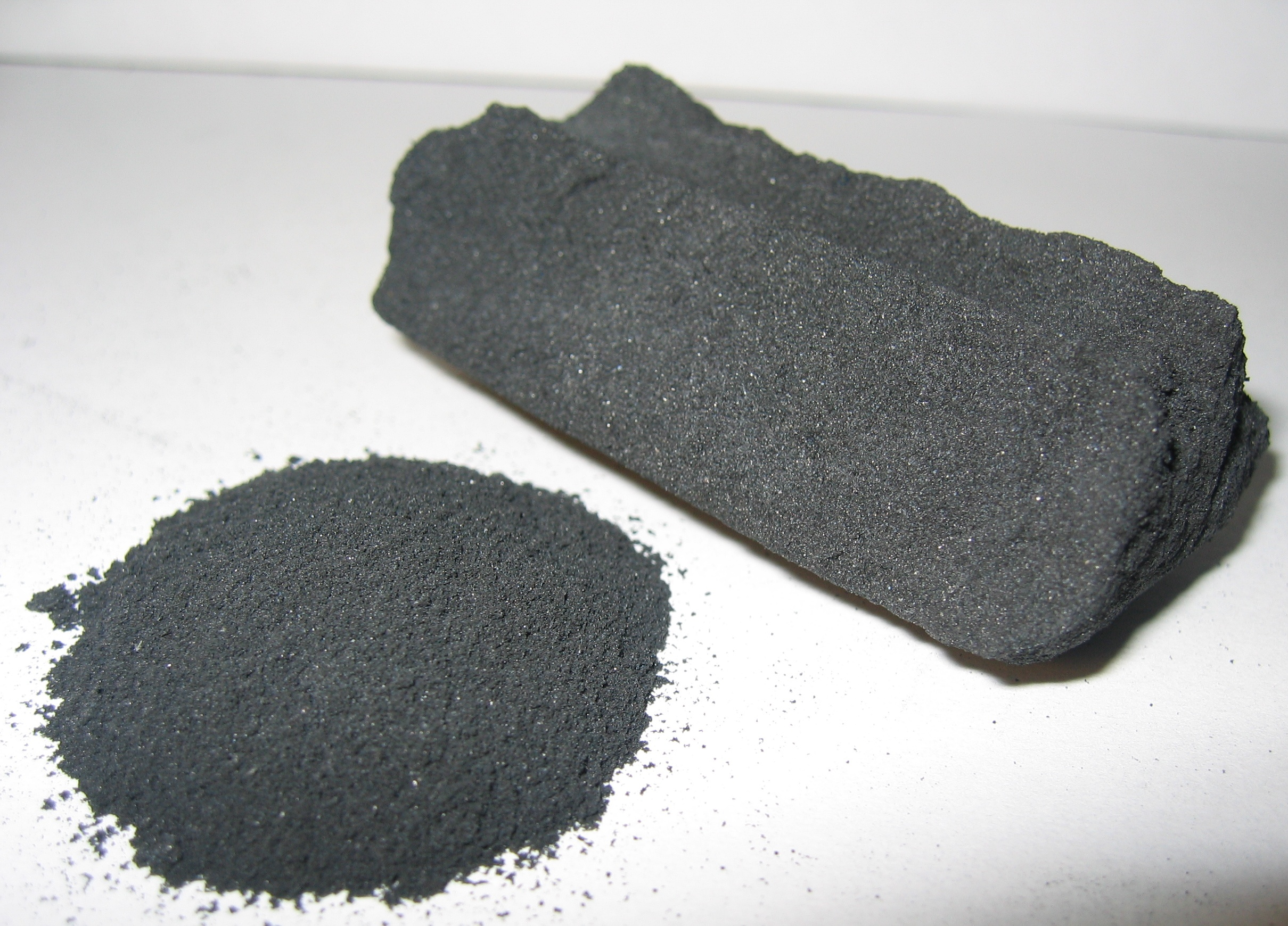
Than hoạt tính được sử dụng làm chất hấp phụ

Có thể phân biệt hấp phụ hóa học và lý học ở những điểm sau:

## Nhiệt hấp phụ
• Nhiệt hấp phụ hóa học khá lớn, từ 40 ÷ 800 kJ/mol, nhiều khi gần bằng nhiệt của phản ứng hóa học. Vì vậy nó tạo thành mối nối hấp phụ khá bền và muốn đẩy chất bị hấp phụ ra khỏi bề mặt xúc tác rắn cần nhiệt độ khá cao.
• Nhiệt hấp phụ lý học thường không lớn, gần bằng nhiệt hóa lỏng hay bay hơi của chất bị hấp phụ ở điều kiện hấp phụ và thường nhỏ hơn 20 kJ/mol.

## Lượng chất bị hấp phụ
• Hấp phụ hóa học xảy ra rất ít, không hơn một lớp trên bề mặt xúc tác (đơn lớp)
• Hấp phụ lý học có thể tạo thành nhiều lớp (đa lớp)

## Sự chọn lọc hấp phụ
• Hấp phụ hóa học có tính chất chọn lọc cao, phụ thuộc vào tính chất bề mặt chất rắn và tính chất của chất bị hấp phụ
• Hấp phụ lý học không có sự chọn lọc, tất cả các bề mặt chất rắn đều có tính chất hấp phụ lý học.

## Sự phụ thuộc của nhiệt độ
• Hấp phụ lý học thường xảy ra ở nhiệt độ thấp, khi nhiệt độ tăng thì lượng chất hấp phụ giảm
• Hấp phụ hóa học thường tiến hành ở nhiệt độ cao hơn hấp phụ lý học, ở nhiệt độ thấp thì lượng chất hấp phụ hóa học giảm và khi nhiệt độ lớn hơn nhiệt độ tối ưu thì lượng chất hấp phụ hóa học cũng giảm

## Tính chất của các điểm hấp phụ
• Hấp phụ hóa học tạo thành mối nối bền vững và tính chất gần giống như mối nối hóa học. Chúng có thể là mối nối hóa trị, ion, đồng hóa trị... Trong quá trình tạo thành mối nối có sự di chuyển điện tử giữa chất bị hấp phụ và chất hấp phụ, tức là có tác dụng điện tử phần tử hấp phụ và bề mặt chất rắn.
• Hấp phụ lý học không hình thành mối nối. Sự tương tác giữa phân tử bị hấp phụ với các electron của chất rắn rất yếu. Giữa chất rắn và phân tử bị hấp phụ được coi như là 2 hệ thống, không phải là một hợp chất thống nhất.

## Năng lượng hoạt hóa hấp phụ
• Hấp phụ hóa học tiến hành chậm và có năng lượng hoạt hóa khá lớn gần bằng năng lượng hoạt hóa của phản ứng hóa học, phụ thuộc bởi khoảng cách giữa các nguyên tử trong chất bị hấp phụ và các trung tâm trên bề mặt chất rắn.
• Hấp phụ lý học tiến hành rất nhanh và năng lượng hoạt hóa bằng không.

## Tính thuận nghịch của hấp phụ
• Hấp phụ lý học bao giờ cũng là thuận nghịch, nói cách khác quá trình ở trạng thái cân bằng động: hấp phụ ⇔ nhả hấp phụ
• Hấp phụ hóa học không phải bao giờ cũng là quá trình thuận nghịch. Tuỳ theo đặc tính mối nối liên kết hóa học mà tính chất thuận nghịch ở quá trình hấp phụ khác nhau. Có những quá trình hóa học khá bền vững, tạo thành các hợp chất hóa học, ví dụ như sự hấp phụ Oxy lên kim loại tạo Oxyt kim loại, hoặc khi hấp phụ lên than cho CO2, CO.

## Trạng thái của chất bị hấp phụ
• Hấp phụ vật lý: trạng thái và tính chất hóa lý của chất bị hấp phụ không thay đổi. Lực giữa chất hấp phụ và chất bị hấp phụ là lực Van der Waals.
• Hấp phụ hóa học: trạng thái của chất bị hấp phụ thay đổi hoàn toàn
Nhiệt hấp phụ: Qhp = nϕ - mD
Trong đó: 
D: năng lượng tạo thành mối nối
ϕ: năng lượng phá vỡ mối nối
m, n: số mối nối tạo thành và bị phá vỡ tương ứng

## Hấp phụ đẳng nhiệt (Isotherms)
Hấp phụ thường được mô tả thông qua đường hấp phụ đẳng nhiệt, là một hàm liên quan giữa lượng chất bị hấp phụ (adsorbate) trên chất hấp phụ (adsorbent) và áp suất của nó (nếu ở thể khí) hoặc nồng độ (nếu ở thể lỏng)ở nhiệt độ không đổi.
Phương trình toán học đầu tiên mô tả quá trình hấp phụ đẳng nhiệt của một chất khí được Freundlich và Küster công bố năm 1894
{\displaystyle {\frac {x}{m}}=kP^{\frac {1}{n}}}
Trong đó: {\displaystyle {x}} là lượng chất bị hấp phụ (adsorbate), {\displaystyle m} lượng chất hấp phụ (adsorbent), {\displaystyle P} là áp suất của chất bị hấp phụ (adsorbate), {\displaystyle k} và {\displaystyle n} là hằng số đặc trưng cho mỗi cặp adsorbent-adsorbat ở nhiệt độ nhất định.

## Các chất hấp phụ

### Đặc tính và yêu cầu chung

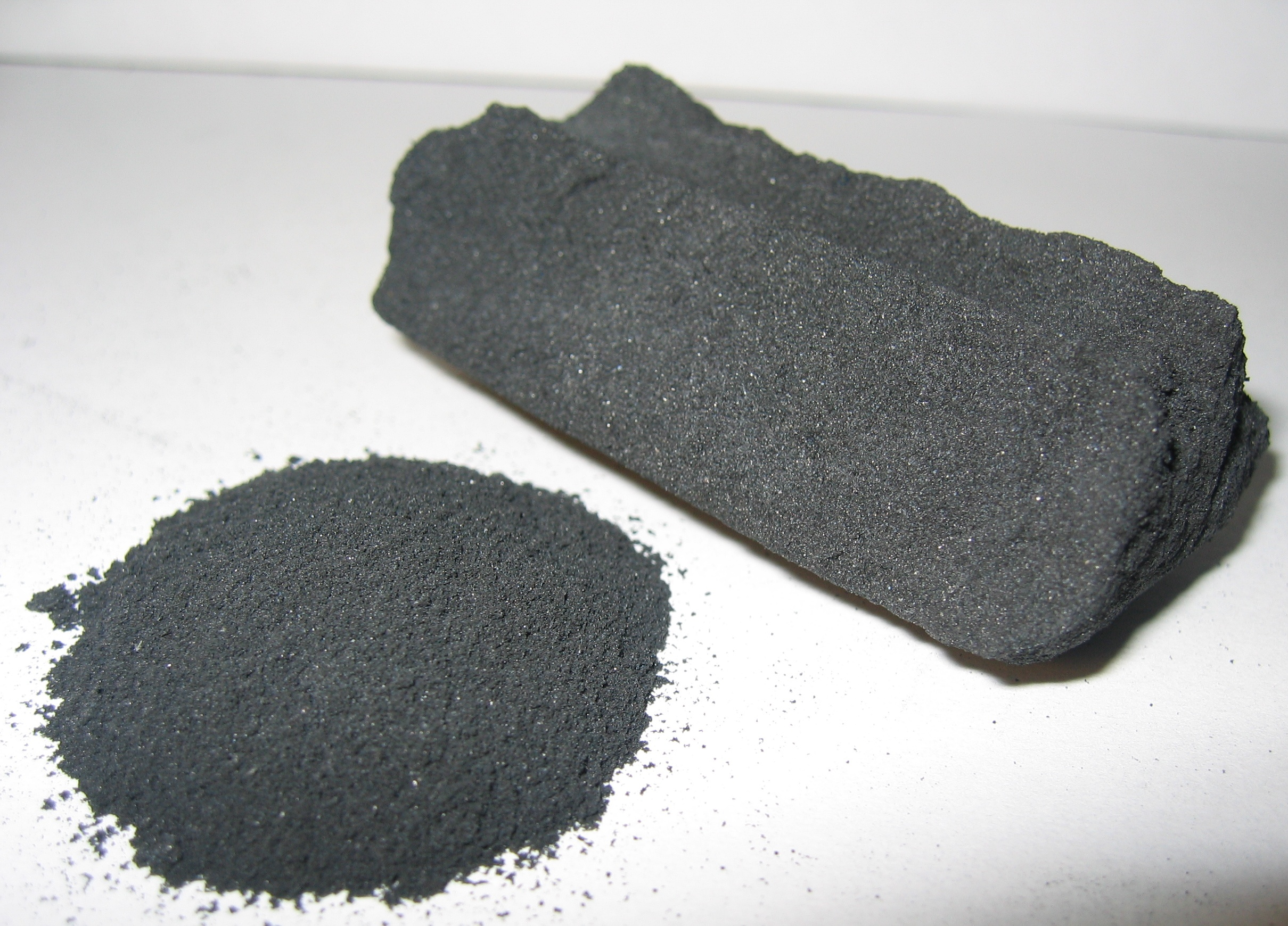
Than hoạt tính được dùng làm chất hấp phụ

Các chất hấp phụ thường được ở dạng: hạt hình nhỏ, thanh, bùn, hoặc đá nguyên khối với hydrodynamic đường kính khoảng 0.5 đến 10 mm. chúng phải chống mài mòn cao, ổn định với nhiệt và đường kính lỗ nhỏ, giúp tăng diện tích bề mặt do đó tăng khả năng hấp phụ. Các chất hấp phụ phải có cấu trúc lỗ xốp riêng biệt với nhau giúp cho chúng có khả năng thoát khí nhanh.
Các chất hấp phụ công nghiệp thường là một trong ba nhóm sau:
- Hợp chất chứa Oxy– điển hình thân nước và phân cực, bao gồm các vật liệu như silica gel và zeolites.
- Hợp chất có nguồn gốc Carbon – điển hình thân dầu và kém phân cực, bao gồm các vật liệu như carbon hoạt tính và graphite.
- Hợp chất có nguồn gốc polymer – phân cực hoặc không phân cực phụ thuộc vào nhóm chức trong cấu trúc polymer.

### Silica gel
Silica gel là hóa chất trơ, không độc, phân cực và được định hình ổn định (< 400 °C hay 750 °F) từ SiO2 dạng vô định hình. Được hình thành bởi phản ứng giữa sodium silicate và acetic acid, được xếp theo chuỗi sau các quá trình như là ngưng kết, tẩy trôi,.... kết quả là hình thành vô số các lỗ xốp nhiều kích cỡ.
Silica được sử dụng trong quá trình làm khô khí (vd. oxy, khí thiên nhiên) và hấp phụ các hydrocarbon nặng (phân cực) từ khí gas thiên nhiên.

### Các Zeolite
Zeolite là các tinh thể silica nhôm aluminosilicates) tự nhiên hoặc nhân tạo, các lỗ xốp sắp xếp liên tục và thoát nước ở nhiệt độ cao. Zeolites tự nhiên là chất phân cực.
Chúng được sản xuất bằng phương pháp thủy nhiệt các Natri aluminosilicate hoặc các nguồn silica khác trong nồi hấp sau đó trao đổi ion với các cations khác (Na+, Li+, Ca2+, K+, NH4+). Đường kính lỗ xốp của zeolite thường khoảng từ 2 đến 9 Å (200 đến 900 pm). Quá trình trao đổi ion sau đó đó làm khô các tinh thể, có thể pellet hóa với chất gây dính.
Zeolites được sử dụng trong quá trình làm khô khí, loại CO2 khỏi khí thiên nhiên, loại khí CO khỏi gas tinh lọc, tách khí, xúc tác phản ứng cracking.